# Exorista cuneata
Exorista cuneata là một loài ruồi trong họ Tachinidae.